# De La Rue
Pour les articles homonymes, voir De La Rue (homonymie).
De La Rue est un imprimeur et un fabricant britannique de papier, d'encre spéciales et de dispositifs de marquage de traçabilité. La compagnie a été fondée en 1821 par Thomas De La Rue. Coté à la Bourse de Londres, il fait partie de l'indice FTSE 250.
L'imprimerie est réputée pour la réalisation de billets de banque, de solutions de sécurité pour les gouvernements et les marques, ainsi que de jeux de cartes (son métier historique, abandonné en 1969), de chéquiers bancaires, de papiers d'identité homologués et sécurisés, etc.

## Évolution de l'entreprise
En 1821, Thomas De La Rue (1793-1866), originaire de Guernesey, ouvre à Londres une petite imprimerie. Dix ans plus tard, il décroche un premier gros contrat, devenant un fabricant de jeux de cartes agréé par la couronne britannique ; Thomas De La Rue & Co. est alors enregistrée comme société en 1839. Il imprime ses premiers timbres postaux en 1853. Retiré des affaires en 1858, il meurt en 1866. Le profil en ombre chinoise du fondateur sert désormais de marque à l'entreprise.
En 1860, De La Rue imprime ses premiers billets de banque, son premier client est l'Île Maurice, sous l'impulsion de Warren De La Rue, astronome, qui reprend les commandes de la société. Dans les années 1880, la société commence à se diversifier ; par exemple elle lance un modèle de porte-plume avec réservoir, sous la marque « Onoto Stylograph », active jusqu'en 1958.
L'entreprise fabrique les premiers passeports britanniques en 1915.
Les héritiers Thomas de La Rue vendent toutes leurs parts en 1921.
En 1958, la société Thomas de la Rue devient la « De La Rue Company Limited PLC », puis « De La Rue PLC » en 1991.
En 1961, De La Rue Company rachète son concurrent, l'imprimeur de papier sécurisé Waterlow and Sons (en), puis l'entreprise américaine Formica International Ltd.
Le 27 juin 1967, De La Rue installe le premier distributeur automatique de billets en libre-service connu à Enfield Town, au nord de Londres, pour la banque Barclays.
En 1986, Bradbury Wilkinson and Company (en), imprimeur de billets de banque, de timbres et de titres boursiers fondé en 1856, passe sous son giron.
En février 1997, De La Rue acquiert Harrison and Sons et récupère les contrats d'impression de timbres-poste britanniques de cette entreprise, activité installée un temps dans les locaux de Questa rachetée également en 2002.
En 2003, la société fait l’acquisition de l’imprimerie de billets de banque de la Banque d'Angleterre, basée à Debden.
La société De La Rue a été qualifiée comme modèle d'entreprise à suivre par l'essayiste Hermann Simon (2009).
En août 2014, la société annonce la nomination au poste de CEO de Martin Sutherland, qui dirigeait auparavant la division cyber de BAE Systems.
En 2018-2019, elle réalise un chiffre d'affaires de 548 millions de livres. En novembre 2019, elle affiche une perte semestrielle de 12,1 millions de livres (contre un bénéfice 7,1 millions l'année précédente) et annonce qu'elle pourrait faire faillite si elle ne parvient pas à mettre en œuvre la solution de continuité qu'elle envisage, après la perte du marché des passeports britanniques et un impayé de 18 millions de livres du gouvernement vénézuélien. Dans la foulée, son cours sur le LSE s'effondre, glissant de 586 à 158 livres sterling par action en deux ans (fin 2020). En novembre 2022, le cours de l'action atteint 77 livres sterling.

## Billets de banque
En décembre 1999, la banque nationale de Slovaquie met en circulation une seconde série de billets de couronne slovaque, en appliquant diverses mesures de sécurité par rapport à la série précédente dont l'impression est, entre autres, réalisée par De La Rue.
Dans les années 2000, plus de 150 pays utilisent pour la fabrication de leurs monnaies les papiers de sécurité et la technologie d'impression de KBA-GIORI.
Jusqu'en 2001, De La Rue était partenaire de la société lausannoise De La Rue-GIORI, leader mondial des presses à billets de banque, rachetée par Koenig & Bauer AG pour devenir KBA-GIORI.
En 2003, De La Rue fait l'acquisition de Debden Security Printing Ltd, l'imprimerie qui fabrique les billets de la Banque d'Angleterre.

## Timbres-poste

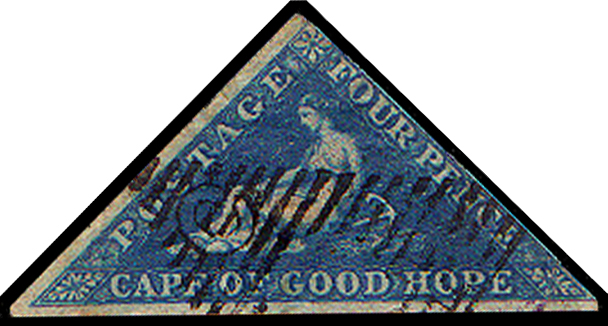
Le 4 pence Cap of Good Hope, timbre imprimé en 1853 par De La Rue.

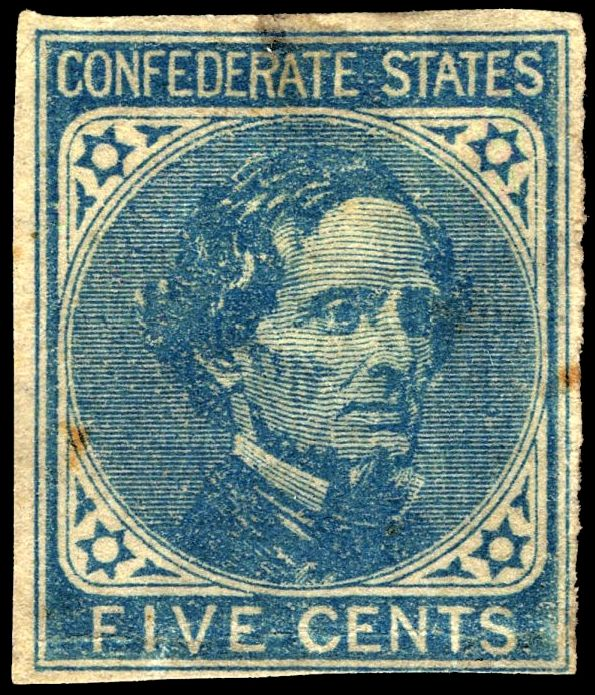
Le 5 cents Jefferson Davis des États confédérés (1862) gravé par Ferdinand Joubert

De La Rue est également un imprimeur de timbres-poste. Pendant la Seconde Guerre mondiale, par exemple, l'entreprise réalise le projet de la Marianne de Dulac en version taille-douce pour la France libre.
En rachetant en 1997 l'imprimeur concurrent Harrison and Sons, De La Rue reprend les contrats de production de timbres-poste britanniques, dont la série d'usage courant au type Machin, dont l'impression est réalisée à High Wycombe. Fin 2002, l'activité Machin est déménagée à Byfleet dans les locaux de Questa, pour finir à Dunstable en 2005.

## Passeports
De La Rue conclut en 2009 un contrat de 400 millions de livres avec le gouvernement britannique pour l'impression des passeports des ressortissants du pays. En 2018, lors du renouvellement de l'appel d'offre, elle perd le contrat au profit de Gemalto.

## Enquête pour corruption au Soudan du Sud
L'entreprise est soupçonnée de corruption au Soudan du Sud, le Serious Fraud Office a ouvert une enquête (2019).